# Badhusgatan
Badhusgatan är en gata i stadskärnan av Södertälje i Södermanland och Stockholms län. Gatan löper från Olof Palmes plats till Oxbacksleden.
Gatan finns i 1650 års stadsplan. Den syns även på Hambraeus stadskarta från år 1700.
Fram till 1880 var stäckningen endast mellan Järnagatan i väster till dåvarande Lilla Nygatan.
Badhuset tillhörande Södertelge Badinrättning var beläget mittemot nuvarande Badhusgatan 14-15 fram till att det revs för att ge plats för Oxbacksleden 1964.

## Byggnader i urval
- Uranus 5 var Sparbanken i Södertäljes bankpalats och har adress Järnagatan 6A och Badhusgatan 1A. Byggnaden uppfördes 1912. Det ritades av arkitekten Thor Thorén, som ofta anlitades som bankarkitekt. Palatset är byggt i jugendarkitektur, och är välbevarat.[3]

- Saturnus 7 med adress Järnagatan 4 och Badhusgatan 2 uppfördes 1888, troligen av byggmästare Carl Lignell. Byggnaden ligger i hörnet Järnagatan/Badhusgatan och är uppförd i tidstypisk nyrenässansstil med kraftigt rusticerad puts i bottenvåning, hörnkedjor och profilerad takfot. I hörnlokalen låg Stora konditoriet fram till omkring millennieskiftet år 2000, vartefter andra café- och restaurangverksamheter nyttjat lokalen.[4]

### Miljonhusen
Flera fastigheter i kvarteret Linden benämns Miljonhusen, troligtvis på grund av dess för tiden höga byggkostnader. De utgör delar av stadens enda storgårdskvarter.
- Linden 6 med adress Badhusgatan 12 och Lovisingatan 9 uppfördes 1913 av arkitekt Jacob Wersen. Huset är uppfört i jugendstil och har putsdekorationer, burspråk och äldre fönster mot Lovisingatan och smidesbalkonger mot Badhusgatan. Delar av fasaden mot Badhusgatan är indragen där biografen Grand var placerad.[5]

- Linden 4 med adress Badhusgatan 14 uppfördes 1908-10 efter ritningar av Dorph & Höög. Byggnaden är i jugendstil med putsdekorationer och portaler i sten. Det finns blyinfattade glasmålningar i trapphuset, signerade Stockholms Glasmåleri, Neumann & Vogel.[6]

- Linden 2 med adress Badhusgatan 16-18 uppfördes 1908-10 efter ritningar av Dorph & Höög. Byggnaden är i jugendstil och har burspråk och smidesbalkonger mot Oxbacksleden och Badhusgatan, putsdekorationer och portaler i sten, samt bevarade originalportar med glasmålningar i trapphusen.[7]

## Galleri

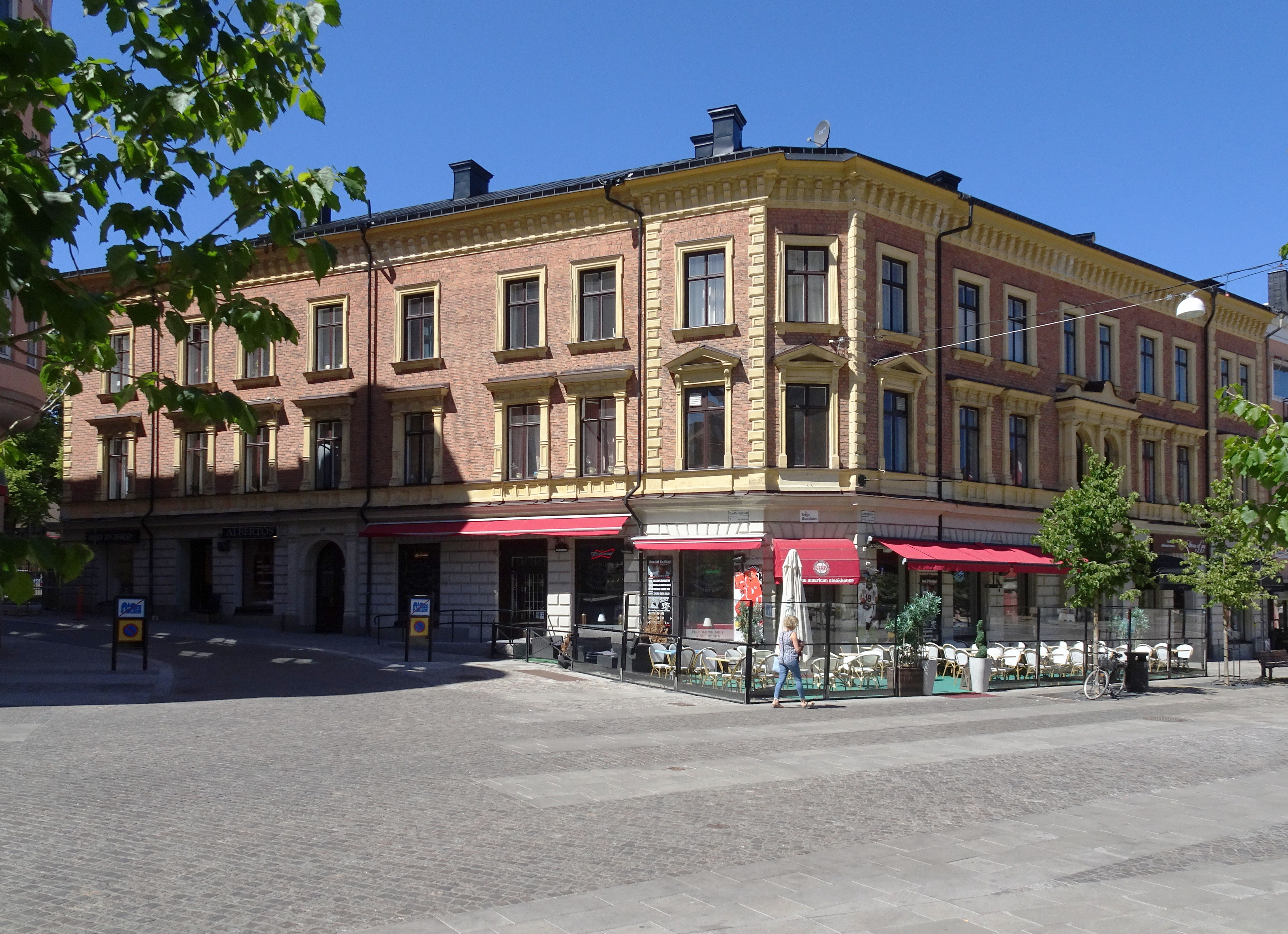
Fastigheten Saturnus 7, foto från 2017
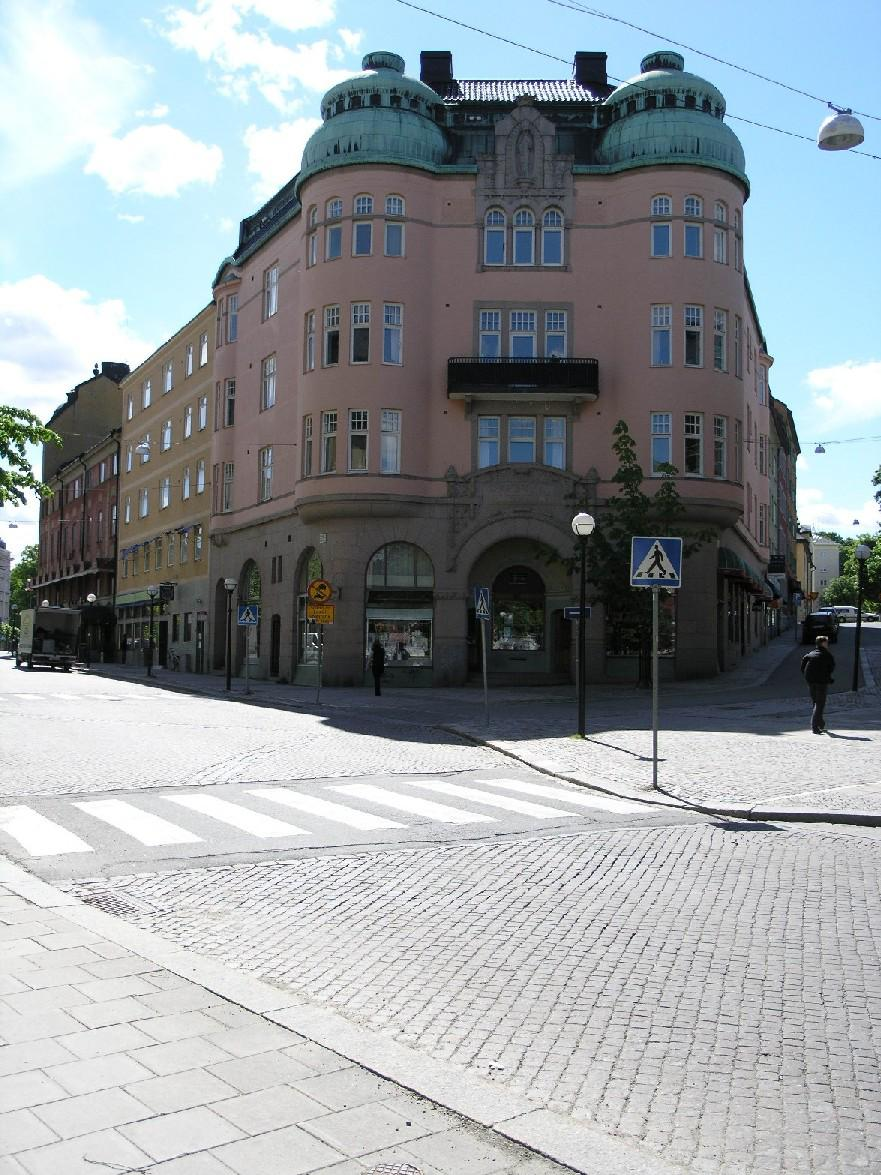
Sparbanken i Södertäljes bankpalats 2005
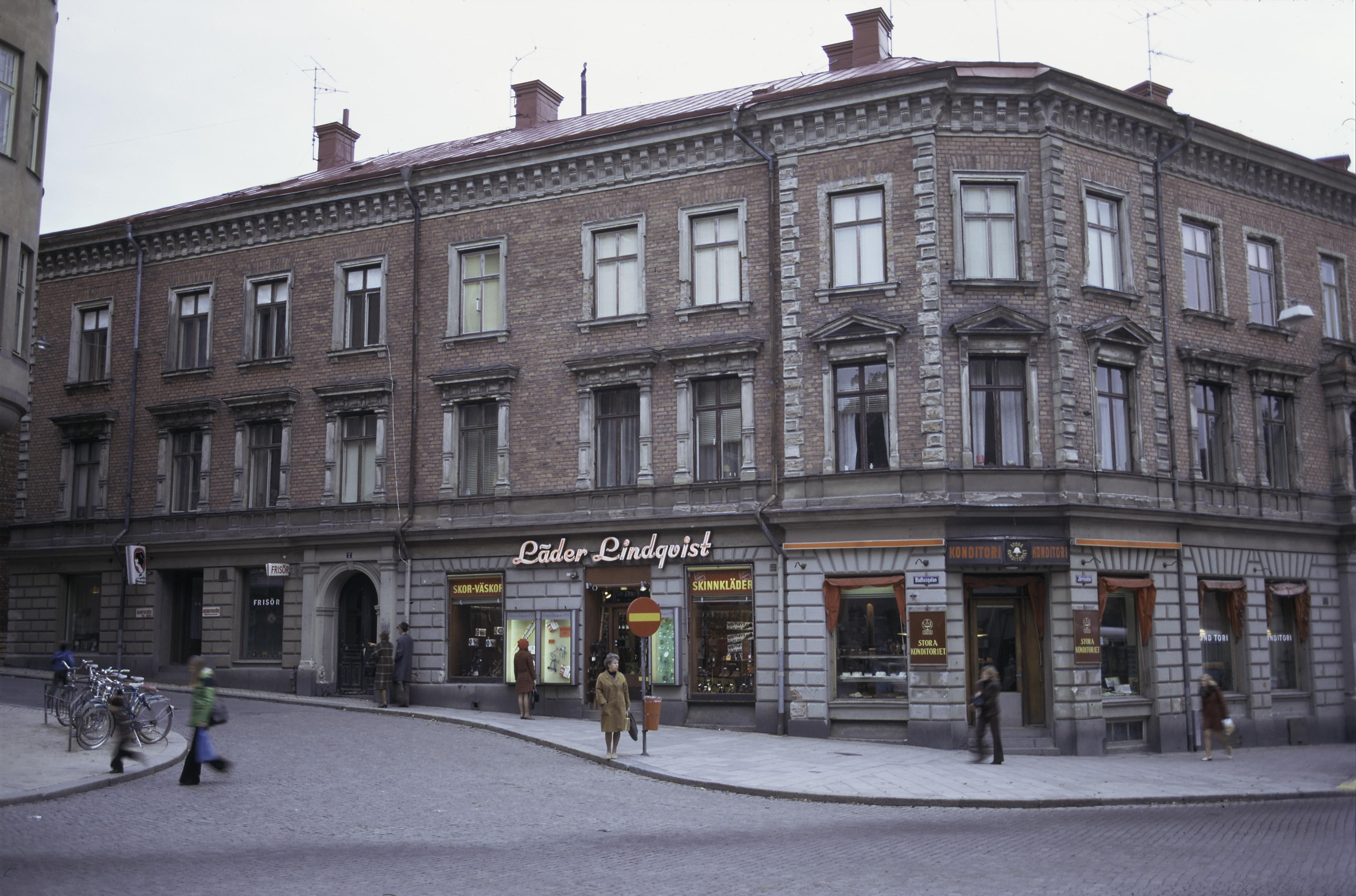
Saturnus 7 fotograferad 1973
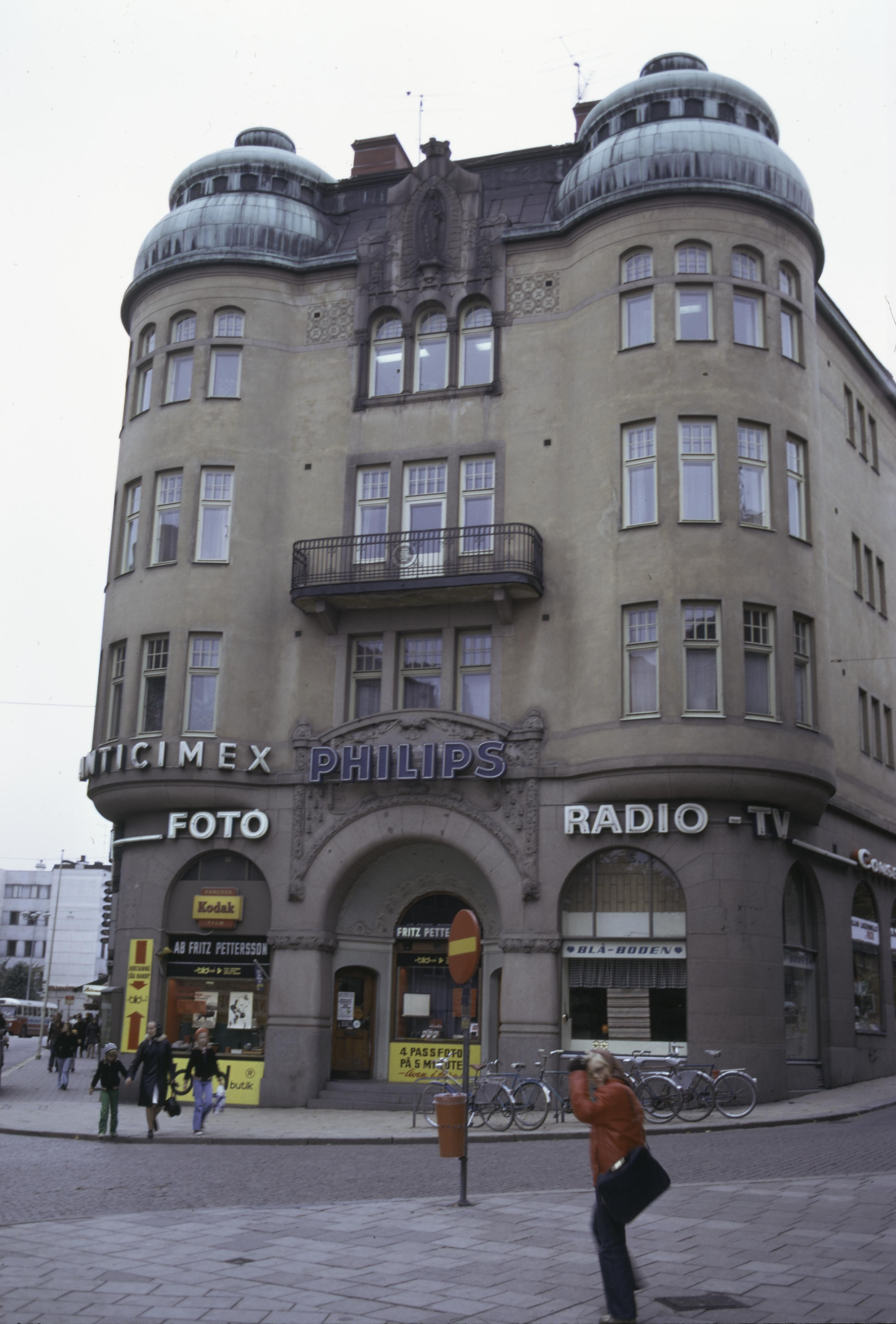
Uranus 5 ritad av Thor Thorén fotograferad 1973